# Hermanas del Corazón Inmaculado de María Madre de Cristo
La Congregación del Corazón Inmaculado de María Madre de Cristo (oficialmente en inglés: Congregation of the Sisters of the Immaculate Heart of Mary, Mother of Christ) es una congregación religiosa católica femenina de vida apostólica y de derecho pontificio, fundada por el obispo Charles Heerey, de la diócesis de Onitsha (Nigeria), en 1937. A las religiosas de este instituto se les conoce como Hermanas del Corazón Inmaculado de Onitsha y posponen a sus nombres las siglas I.H.M.

## Historia
El misionero espiritano Charles Heerey, obispo de la diócesis de Onitsha, fundó en la localidad de Ihiala (Nigeria), una congregación de mujeres con el fin de dedicarse a la labor pastoral misionera, al servicio de la diócesis. El mismo fundador, como ordinario del lugar, aprobó el instituto como congregación religiosa de derecho diocesano, el 7 de octubre de 1937. El papa Pablo VI la elevó a la dignidad de congregación religiosa de derecho pontificio, mediante decretum laudis, de 1974. El cardenal nigeriano Francis Arinze ha descrito a esta congregación, como uno de los instrumentos más importantes de la Iglesia católica, para la evangelización de Nigeria.

## Organización
La Congregación de Corazón Inmaculado de María Madre de Cristo es un instituto religioso internacional centralizado, cuyo gobierno es ejercido por una superiora general. La sede central del instituto se encuentra en Onitsha (Nigeria).
Las Hermanas del Corazón Inmaculado de Onitsha se dedican a la atención de niños abandonados, a la asistencia de los enfermos y a la formación cristiana y educación de la juventud. En fin, a todas las actividades misioneras para las que sean requeridas por el obispo del lugar donde estén establecidas. En 2015 la congregación contaba con 151 comunidades y 994 religiosas, presentes en Alemania, Antigua y Barbuda, Canadá, Chad, Estados Unidos, Ghana, Italia, Kenia, Nigeria y Reino Unido (tanto en las islas británicas como en el territorio de ultramar de Montserrat).